# Corynitis penicillalis
Corynitis penicillalis är en fjärilsart som beskrevs av Charles Andreas Geyer 1832. Corynitis penicillalis ingår i släktet Corynitis och familjen nattflyn. Inga underarter finns listade i Catalogue of Life.